# Moaña
Moaña là một đô thị trong tỉnh Pontevedra, Galicia, Tây Ban Nha. Dân số 18.432 người.

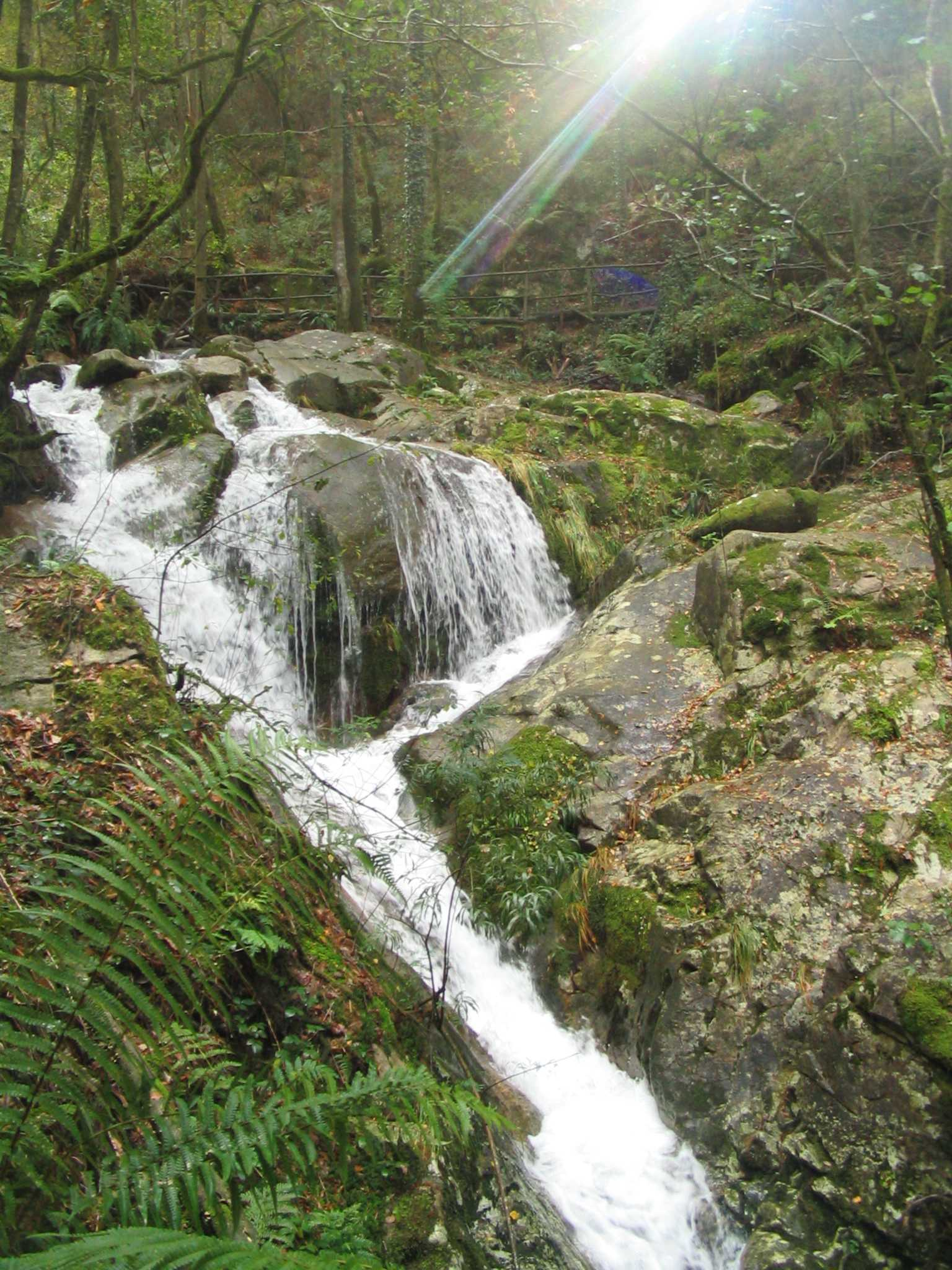
Fraga Stream

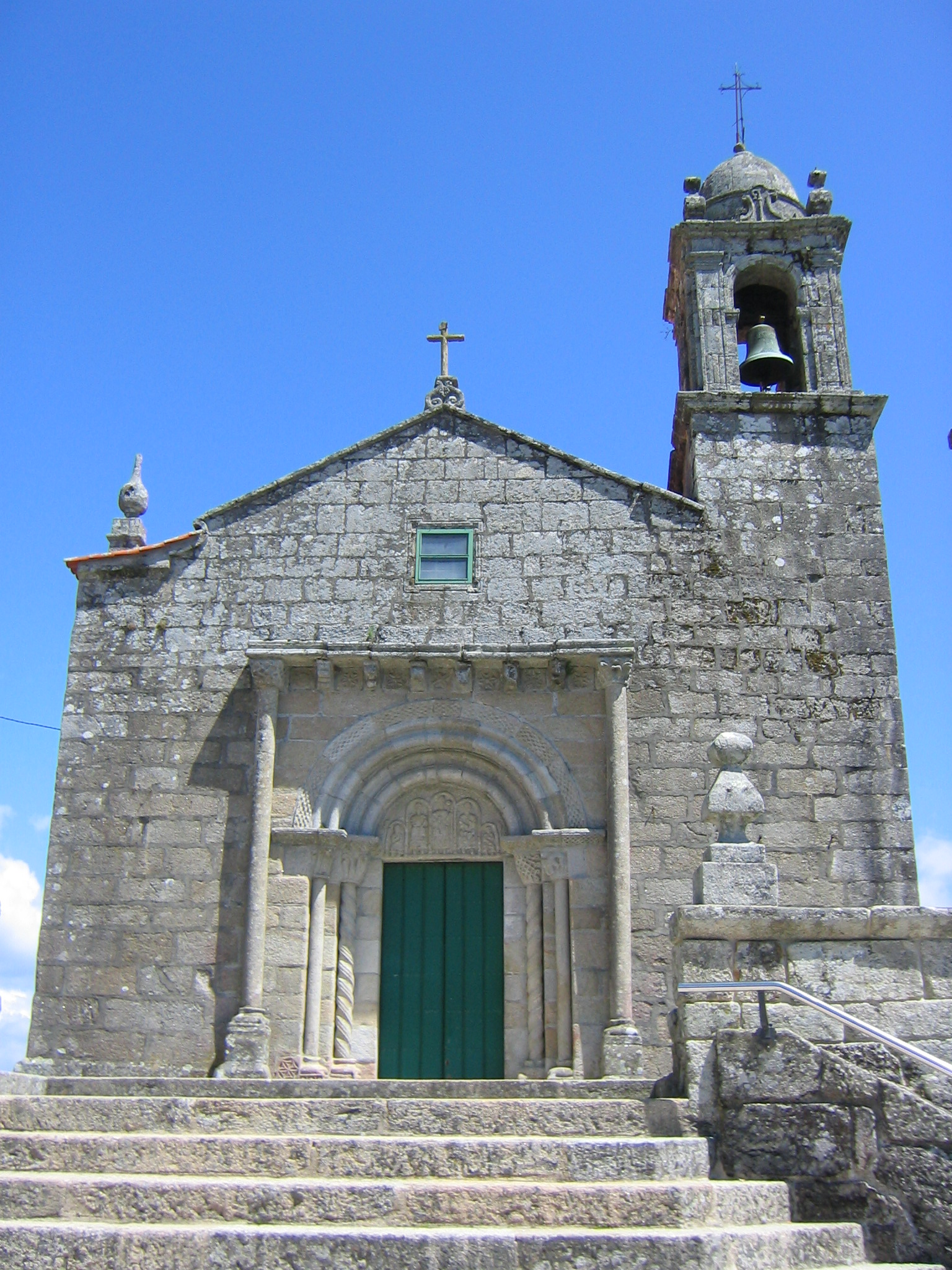
Saint Martins
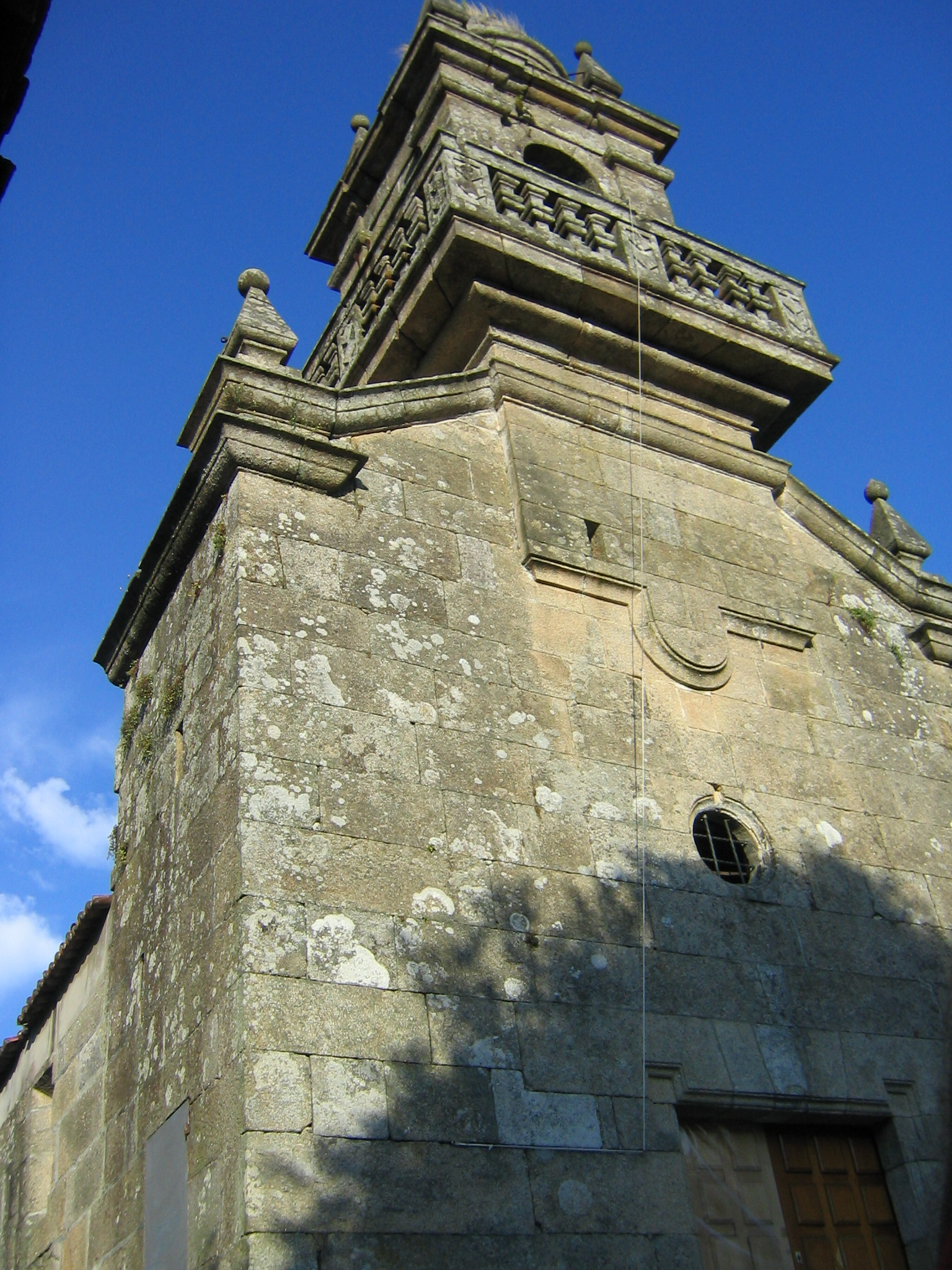
Saint Peter of Domaio
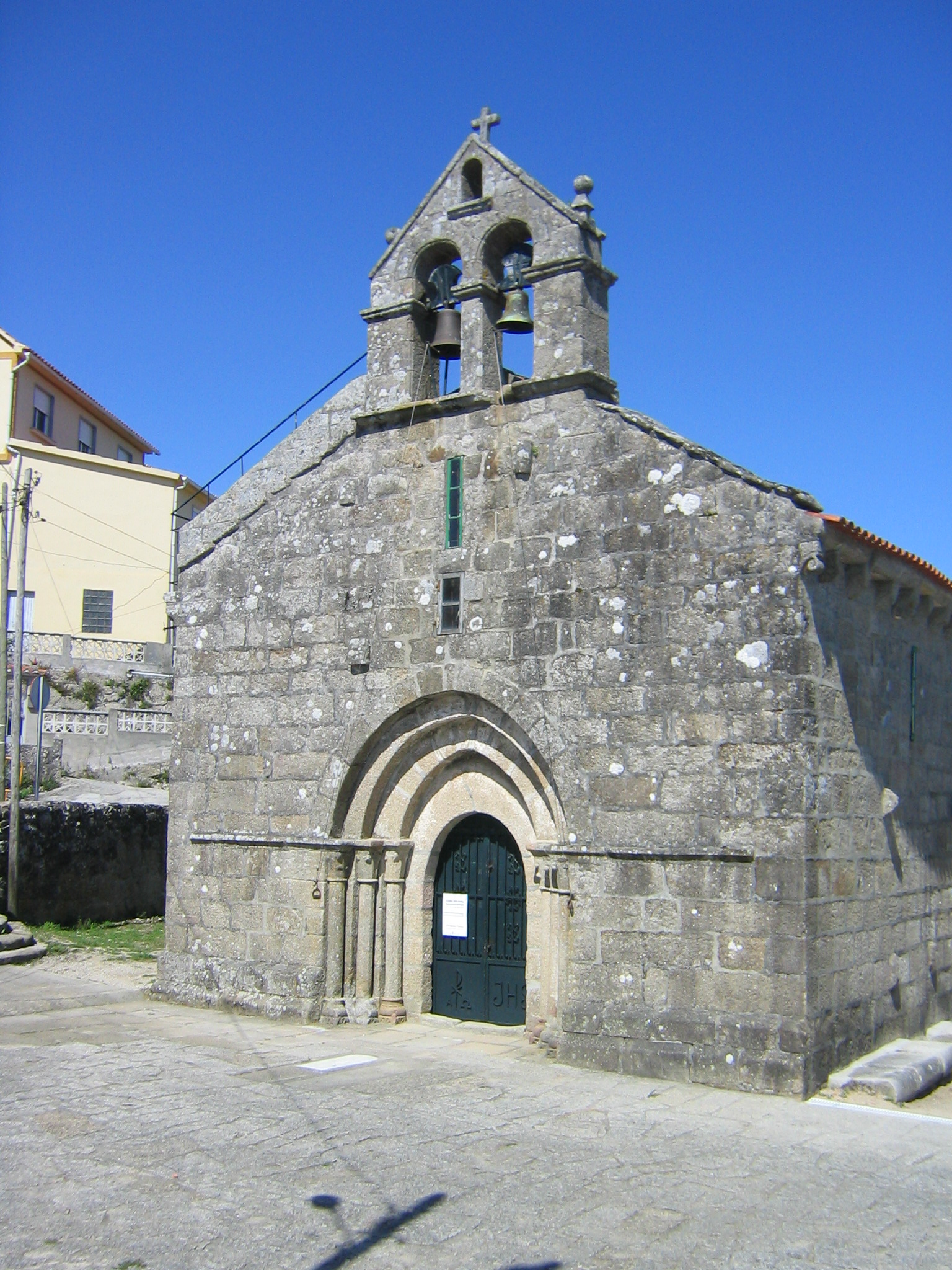
Saint John of Tirán

## Thành phố kết nghĩa
- San Martin de Trevejo

## Hình ảnh

O Con Beach in 1920O Con Beach in 1920
Saint Bartholome's Island in 1913Saint Bartholome's Island in 1913
Dolmen of Chan Da ArquiñaDolmen of Chan Da Arquiña
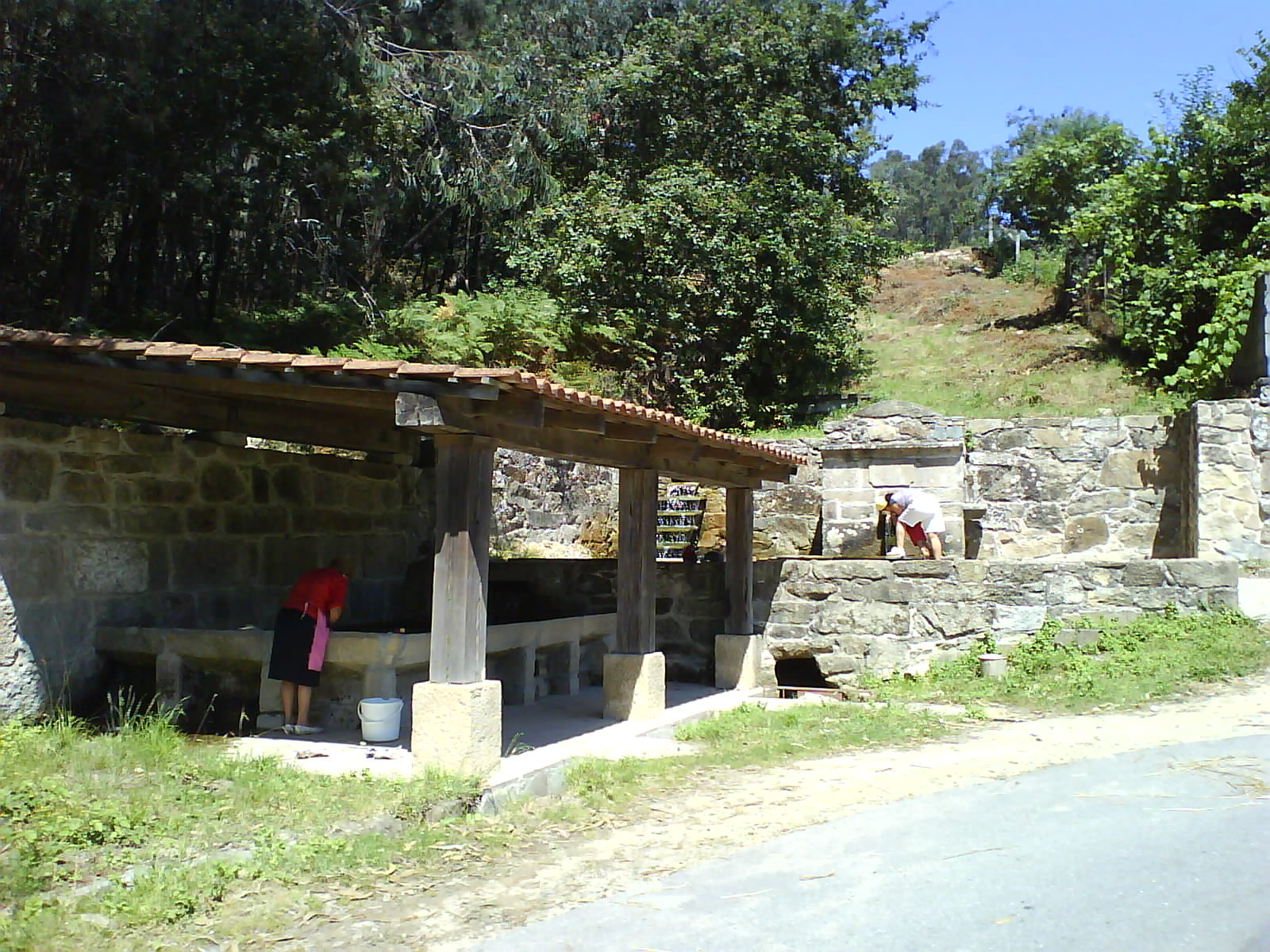
Public Fountain
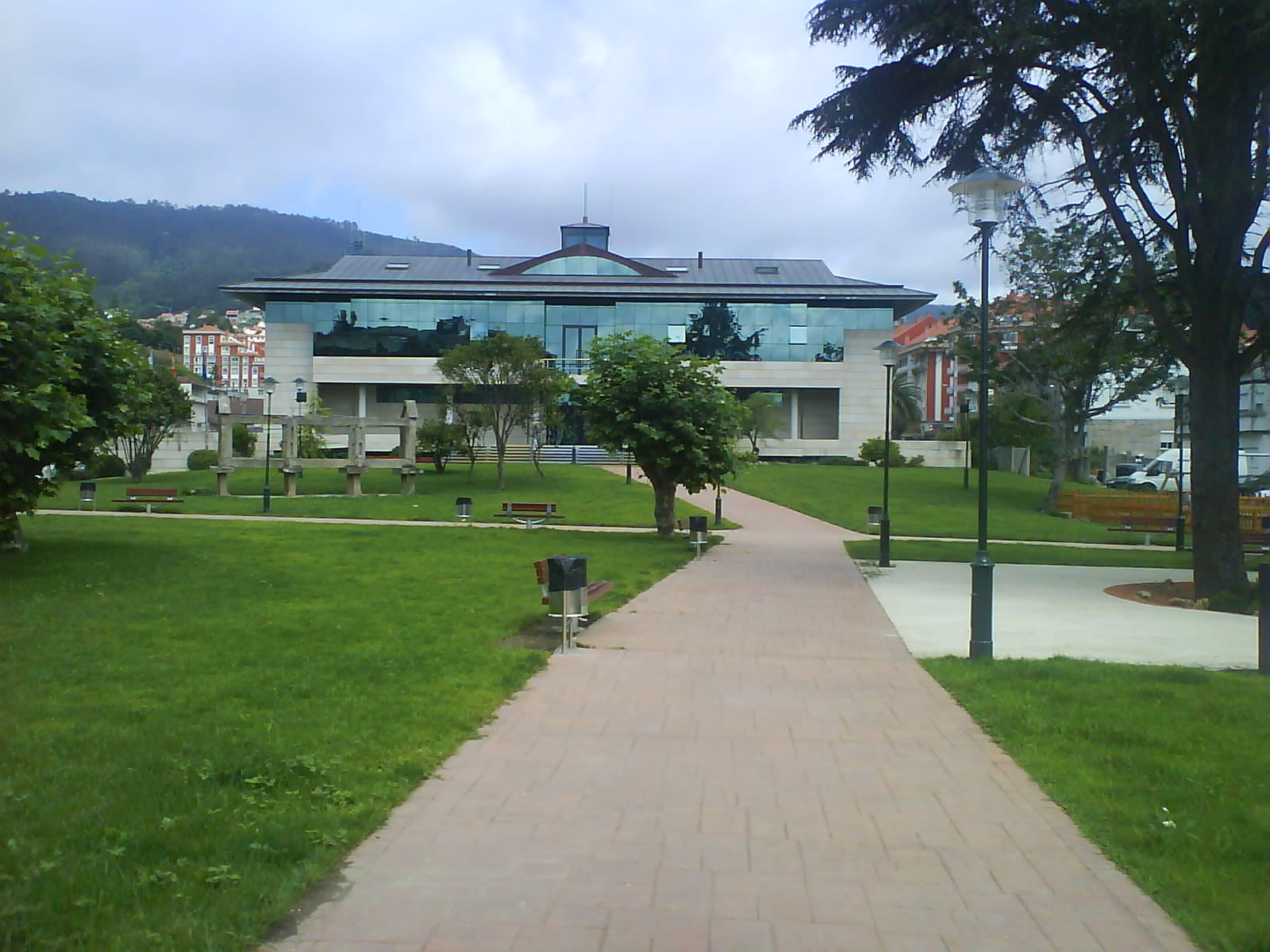
City Hall
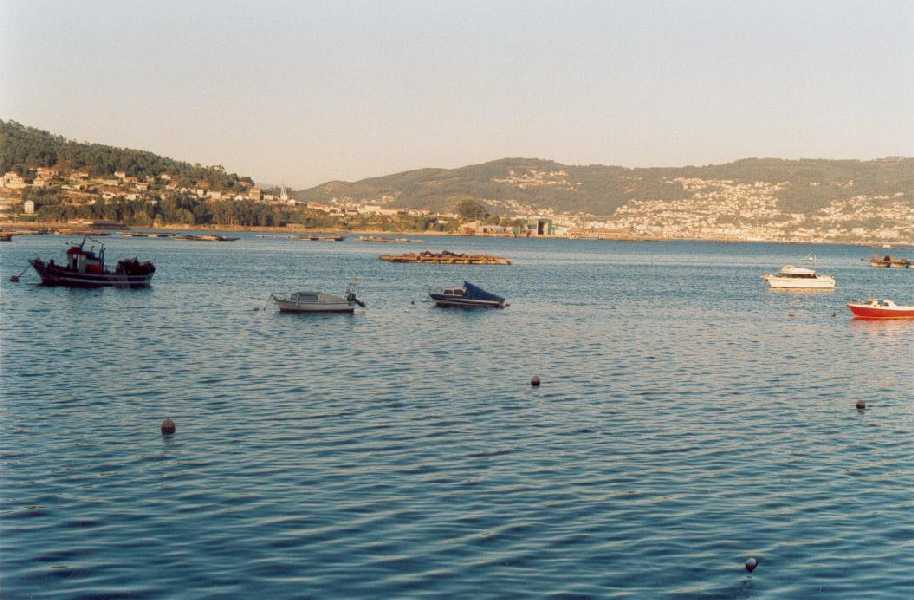
General View